# میمون شاه ۳
میمون شاه ۳ (انگلیسی: The Monkey King 3) یک فیلم فانتزی چینی محصول سال ۲۰۱۸ که براساس رمان کلاسیک سیر باختر نوشته وو چنگین ساخته شده‌است. این فیلم ادامه میمون شاه (۲۰۱۴) و میمون شاه ۲ (۲۰۱۶) محسوب می‌شود. این فیلم در ۱۶ فوریه ۲۰۱۸، اولین روز از دوره تعطیلات سال نو چینی اکران سینمایی شد.